# The Thing with Two Heads
The Thing with Two Heads (El hombre de dos cabezas) es una película de terror del año 1972, con Ray Milland como actor principal y dirigida por Lee Frost.

## Argumento
El Dr. Maxwell Kirshner (Ray Milland) llega a una mansión como pasajero en una silla de ruedas; una vez dentro, Kirshner pregunta si su experimento ha sido un éxito, y un ordenanza lo dice. Lo llevan al sótano, donde vemos que el experimento es de hecho un gorila de dos cabezas (Rick Baker) que el Dr. Kirshner ha creado. El experimento consiste en determinar si dos cabezas pueden sobrevivir en un solo cuerpo. El Dr. Kirshner ha hecho esto porque no le queda mucho más tiempo de vida y quiere trasplantar su cabeza viva de su cuerpo sin vida a un donante para que pueda seguir viviendo y continuar trabajando como el cirujano más exitoso del mundo.
El Dr. Kirshner regresa a su instituto hospitalario para supervisar una operación realizada por su amigo íntimo y médico asociado, Phillip Desmond (Roger Perry). El Dr. Kirshner regresa al sótano y su gorila de dos cabezas para quitar una de las cabezas de su cuerpo. Kirshner ordena a sus asistentes sedar a su criatura, pero los planes salen mal cuando la criatura está molesta por la aguja y saca al Dr. Kirshner de su silla de ruedas, lastimándolo gravemente. Luego procede a destruir el laboratorio y escapa. La criatura huye y entra en un supermercado, perseguida por los asistentes, donde es capturado.
Kirshner contrata a un nuevo médico, Fred Williams (Don Marshall), para ayudar a Desmond, pero cuando descubre que el Dr. Williams es afroestadounidense, le dice a Wiliams que ya no es necesario, a lo que Williams se ofende mucho.
El Dr. Kirshner retira con éxito la segunda cabeza de la criatura, y le dice a Desmond que está listo para su propio trasplante a un donante saludable. Desmond no está seguro, hasta que Kirshner le dice que la cabeza que ahora está sobre el gorila es, de hecho, la segunda cabeza que puso. Él había eliminado con éxito la cabeza del gorila original y la había reemplazado con la segunda cabeza trasplantada.
Mientras tanto, en el corredor de la muerte, a los convictos se les dice que donar sus cuerpos a la ciencia los salvará de la silla eléctrica. Un convicto es conducido a la presidencia - un afroamericano, llamado Jack Moss (Roosevelt "Rosey" Grier) - y decide ser voluntario para el experimento de ciencias porque es inocente del crimen que se suponía que había cometido. La policía, incluido el sargento Hacker (Roger Gentry), acompaña a Jack al centro de trasplantes para este experimento del que se les informó. Los médicos se sorprenden de ver a un gran afroamericano que se les presenta para este experimento, sabiendo muy bien que cuando Kirshner se despierte, no le va a gustar lo que ve. Sin embargo, los médicos trabajan todo el día para trasplantar la cabeza del Dr. Kirshner al cuerpo de Jack.
Después de la operación, Kirshner se despierta y Desmond le dice que la operación fue un éxito. Desmond le dice que no tenían más remedio que trasplantar su cabeza en el cuerpo del afroamericano, y que no habría vivido otro día si no hubieran operado cuando lo hicieron.
En ese momento, Jack se despierta y está enojado y perturbado porque la cabeza de Kirshner está sobre su cuerpo e intenta levantarse de la mesa, pero Kirshner pide a alguien que sedase a Jack, lo cual Desmond hace. Desmond le dice que mantendrá el lado 'Jack' fuertemente sedado todo el tiempo mientras Kirshner recupera el poder para mover el cuerpo. Dejando a Kirshner para descansar, Desmond se encuentra con el Dr. Williams nuevamente y le dice que necesita su ayuda. Williams es reacio al principio, pero Desmond le asegura que sus creencias no son las mismas que las del Dr. Kirshner y que su ayuda es muy necesaria.
Mientras tanto, una enfermera (Britt Nilsson) viene a administrarle un sedante al lado del cuerpo de Jack. Jack engaña a la enfermera haciéndole creer que está dormido, y luego la inyecta con el sedante y escapa llevándose a Williams con él / ella. Williams conduce el auto a punta de pistola por Jack y Desmond los persigue. Jack le pregunta a Williams si puede quitar la cabeza de Kirshner de su cuerpo. Jack se hace cargo de la conducción y accidentalmente estrella el auto, resultando en un pinchazo. Kirshner luego intenta apelar a Williams ofreciéndole los elogios que ha recibido al realizar un trasplante exitoso. Williams rechaza la oferta, ya que significaría que tendría que quitarle la cabeza a Jack.
Jack va a la casa de su esposa; Lila (Chelsea Brown) no está muy contenta de verlo debido a la cabeza de Kirshner sobre su cuerpo. Mientras Jack duerme, Kirshner descubre que ahora puede controlar el cuerpo casi por completo. Jack, Kirshner, Williams y Lila se sientan a cenar. Lila pregunta qué se necesita para quitarle la cabeza a Kirshner del cuerpo de Jack. Kirshner le dice que sin un equipo quirúrgico especialmente diseñado, es imposible hacer la operación y que ambos morirán. Williams le dice a Kirshner que está absolutamente equivocado al respecto, ya que el procedimiento de extracción se realiza fácilmente sin la ayuda del equipo quirúrgico.
Williams conduce a un almacén médico para obtener lo que necesita para la operación. Asustado por lo que Williams le dijo, Kirshner se las arregla para tomar el cuerpo de Jack y comienza a jugar con su cara. Jack le pide que lo detenga y Kirshner noquea a Jack golpeándolo en la cara. Acorralado por William, Kirshner llama a Desmond para que lo ayude a quitarle la cabeza a Jack para que pueda vivir. Kirshner logra escaparse y regresa al sótano de su casa. Antes de que Kirshner pueda sedar a Jack, Williams entra y lo detiene. Williams luego llama a Desmond para que vaya a la casa de Kirshner lo antes posible. Desmond llega con una enfermera y un asociado, que encuentran la cabeza desprendida de Kirshner sobre la mesa de los utensilios, conectada a una máquina de corazón y pulmón que bombea su sangre constantemente a través de los tubos de plástico para mantenerlo con vida por un tiempo. Kirshner llama a Desmond y le ruega que le traiga otro cuerpo. La película termina con Lila, Jack y el Dr. Williams conduciendo por la autopista.